# William à midi !
Vous êtes invité à donner votre avis sur cette page de discussion, de manière argumentée en vous aidant notamment des critères d’admissibilité ou en présentant des sources extérieures et sérieuses.  
Après avoir apposé le modèle {{Admissibilité}} sur une page, suivez les étapes expliquées sur Wikipédia:Débat d'admissibilité/Aide :
| 1. | Créez la page de débat d'admissibilité.                                                                      | Sauvegardez d’abord la page pour l’initialiser puis indiquez votre motivation.          |
| 2. | Important : ajoutez une entrée dans la section Débat d'admissibilité du jour.                                | Utilisez ce texte : *{{L\|William à midi !}}                                            |
| 3. | Pensez à informer les contributeurs principaux de la page et les projets associés lorsque cela est possible. | Utilisez ce texte : {{subst:Avertissement débat d'admissibilité\|William à midi !}}~~~~ |

 (avril 2024).
William à Midi ! (WaM) est une ancienne émission de télévision français consacrée à la vie quotidienne animée par William Leymergie. L'émission est diffusée du 11 septembre 2017 au 27 février 2025 sur la chaîne privée nationale C8 du lundi au vendredi de 12 h 45 à 14 h 10 en direct.

## Concept
William Leymergie présente un magazine de société, entouré de chroniqueurs, lesquels proposent chacun une chronique thématisée consacrée à la vie quotidienne. L'émission commence par le journal de la mi-journée, notamment présenté par Caroline Delage.

## Chroniqueurs
- Caroline Delage (journal télévisé, publicités étrangères)
- Caroline Ithurbide (vie pratique, voyage en France)
- Sandrine Arcizet (animaux)
- Raphaële Marchal / Valentine Sled (assiette)
- Brigitte Milhau (santé)
- Roland Perez (droits)
- Adélaïde d'Aboville (nutrition)
- Caroline Munoz (maison, jardinage)
- Rodolphe Bonnasse (consommation)
- Alexandra Fohrer (argent)
- Fabrice Mignot (recettes)
- Antoni Ruiz (people)
- Yoann Latouche (innovations, tests, objets insolites, marques)
- Virginie De la Batut (bon à savoir)
- Mélanie Gomez (coté psy)

## Anciens chroniqueurs
- Dr. Arnaud Cocaul (nutrition) (2021-2023)
- Dr. Matthieu Calafiore (santé) (2018-2021)
- Sandra Ferreira (nutrition) (2018-2021)
- Yves Toledano (droits) (2018-2021)
- Marc Touati (économie) (2018-2021)
- Cécile Dorseuil (recettes) (2020-2021)
- Annette Duhamel (recettes) (2022)
- Aude Tixeront (bien-être) (2022-2023)
- Véronique Mounier (santé et bien-être) (2017-2018)
- Julia Molkhou (culture) (2017-2018)
- Matthieu Guber (reporter tout-terrain) (2017-2018)
- Alexis Botaya (chasseur d'idées, innovations) (2017-2018)
- Guillaume Gibault (made in France) (2017-2018)
- Gérald Kierzek (médecine) (2017-2018)
- Dr. Alexandre Mignon (médecine) (2017-2018)
- Yannick Vinel (People) (2018)